# Wawunija (dystrykt)
Dystrykt Wawunija (syng. වවුනියා දිස්ත්‍රික්කය, Vavuniyā distrikkaya; tamil. வவுனியா மாவட்டம், Vavuṉiyā māvaṭṭam; ang. Vavuniya District) – jeden z 25 dystryktów Sri Lanki położony w południowej części Prowincji Północnej.  
Stolicą jest miasto Wawunija zamieszkane przez 75 175 mieszkańców (2007). Administracyjnie dystrykt dzieli się na cztery wydzielone sekretariaty, z których największym pod względem powierzchni i najbardziej zaludnionym jest Wawunija. W dystrykcie swoje źródła ma rzeka Parangi Aru.

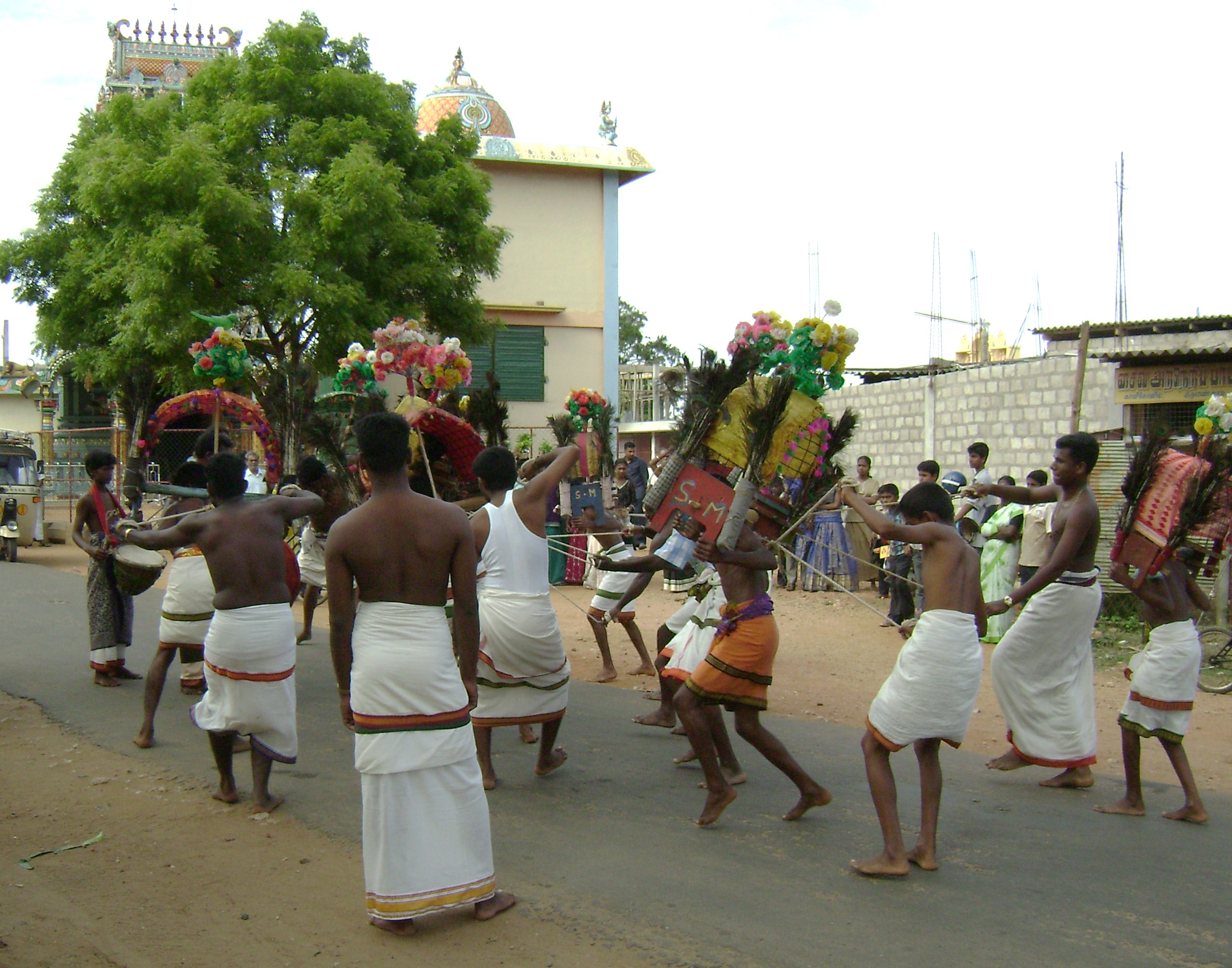
Taniec Kawadi w Wawunii

## Ludność
W 2012 roku populacja dystryktu wynosiła 171 511 osób. Dominującą grupę ludności stanowią Tamilowie 83,12%. Syngalezi 10,02% a Maurowie Lankijscy 6,82%
Największą grupą religijną są wyznawcy hinduizmu, 69,55%, dalej katolicy 13,31%, wyznawcy buddyzmu 9,73% i islamu, 7,2%.
Podczas wojny domowej region był pod kontrolą Tamilskich Tygrysów.